# Кобылкин, Григорий Фёдорович
Григорий Фёдорович Кобылкин (15 августа 1913 года, Грозный, Терская область, Российская империя — скончался 17 ноября 1992 года, СССР) — советский военачальник, генерал-майор (1959).

## Биография
Родился 15 августа 1913 года в городе Грозный. Русский. В декабре 1932 года окончил Грозненский нефтяной техникум и работал оператором на крекинг-заводе в городе Грозный, с июля 1933 года — инструктором по производственному обучению в школе ФЗУ «Нефтеуч» Сталинского района города Грозный. В феврале 1934 года поступил в Таганрогский планово-экономический институт. В сентябре, в связи с переводом института в Саратов, прекратил учёбу и уехал работать на крекинг-работы в город Батуми.

### Военная служба

#### Межвоенные годы
4 октября 1935 года поступил курсантом в Тбилисское военно-пехотное училище. В ноябре 1937 года окончил его и был направлен в 78-й стрелковый полк 26-й Сталинской Краснознаменной стрелковой дивизии ОКДВА, где проходил службу командиром взвода полковой школы и помощником начальника штаба полка (с. Голенки Приморского края). В июле — сентябре 1938 года исполнял должность адъютанта 1-го разряда заместителя командующего войсками Дальневосточного Краснознаменного фронта, затем был адъютантом Военного совета 2-й Отдельной Краснознаменной армии и помощником начальника 1-го отделения отдела по командно-начальствующему составу этой армии (г. Хабаровск). С августа 1938 года одновременно учился в вечерней Военной академии им. М. В. Фрунзе в Хабаровске. В мае 1940 года переведен в Москву на 1-й курс основного факультета академии.

#### Великая Отечественная война
С началом войны капитан Кобылкин в июле 1941 года был выпущен из академии и назначен начальником штаба 7-го стрелкового полка 7-й Московской стрелковой дивизии народного ополчения (Бауманского района). 30 июля дивизия вошла в состав 32-й армии Резервного фронта, а 26 сентября была переименована в 29-ю стрелковую. С конца августа Кобылкин исполнял должность начальника оперативного отделения штаба дивизии. В начале октября 1941 года, в ходе начавшейся Вяземской оборонительной операции, её части вели ожесточенные бои севернее автострады Москва — Минск в районе Вадино, находясь на левом фланге 32-й армии. Имея значительное превосходство в силах и технике, противнику удалось 3 октября прорвать оборону армии и выйти на коммуникации фронта. К 7 октября войска армии, в том числе и 29-я стрелковая дивизия, были окружены. Действуя южнее Вязьмы, части дивизии, неся огромные потери, пробивались на соединение к своим войскам. 30 октября капитан Кобылкин с группой из 7 человек перешел линию фронта в районе Наро-Фоминска на участке 222-й стрелковой дивизии 33-й армии. После этого он назначен начальником разведотделения штаба 30-й отдельной курсантской стрелковой бригады 49-й армии Западного фронта и участвовал с ней в битве за Москву. С 24 декабря исполнял должность начальника оперативного отделения штаба этой бригады. 8 февраля 1942 года под Юхновом он получил тяжелое ранение и до апреля лечился в госпитале.
По выздоровлении был назначен начальником штаба 18-й стрелковой бригады 43-й армии Западного фронта. В июне переведен на ту же должность в 40-ю отдельную стрелковую Краснознаменную бригады и воевал с ней на Западном фронте в составе 20-й и 5-й армий. В период со 2 по 15 июня 1943 года на базе 40-й и 153-й стрелковых бригад была сформирована 207-я стрелковая дивизия. Фактически в период формирования майор Кобылкин исполнял должность командира дивизии. В конце июня он убыл на должность начальника оперативного отдела штаба 36-го стрелкового корпуса 31-й армии и воевал с ним на Западном и 3-м Белорусском фронтах. Участвовал в Смоленской и Витебско-Оршанской наступательных операциях, в освобождении городов Ярцево, Смоленск, Дубровно. В августе 1944 года был переведен начальником штаба 220-й стрелковой Оршанской Краснознаменной дивизии 31-й армии. До середины октября она находилась в обороне в полосе северный выступ озера Перты, восточный берег озера Вигры, Червоны Кишде, затем была выведена в резерв армии. В октябре её части принимали участие в Гумбиненской наступательной операции. 17 ноября дивизия была выведена в резерв 71-го стрелкового корпуса. В этот же период с 15 по 25 ноября 1944 года полковник Кобылкин временно командовал дивизией. Член ВКП(б) с 1944 года. С 21 января 1945 года дивизия принимала участие в Инстербургско-Кёнигсбергской наступательной операции, в прорыве обороны немцев в районе Мазурских болот, овладении городами Гольдап, Бартен и развитии наступления на Лансберг. С 9 по 28 февраля она находилась в резерве армии, затем участвовала в Восточно-Прусской наступательной операции, в боях по уничтожению хейльсбергской группировки противника. 25 марта её части овладели городом Хайлигенбайль (ныне Мамоново) — последним опорным пунктом обороны немцев на побережье залива Фришес-Хафф, затем вышли на побережье залива в районе западной окраине города Розенберг и тем самым закончили наступательные действия по разгрому окруженной группировки противника юго-западнее Кёнигсберга. За эти бои дивизия была награждена орденом Суворова 2-й ст. (26.4.1945). Со 2 по 19 апреля она была переброшена на 1-й Украинский фронт в район город Гольдберг, где заняла оборону. Далее её части приступили к преследованию противника и в дальнейшем участвовали в Пражской наступательной операции.

#### Послевоенное время
После войны в сентябре 1945 года, после расформирования дивизии, полковник Кобылкин был переведен в Львовский ВО начальником штаба 43-й запасной стрелковой дивизии. С декабря 1945 года он был начальником штаба 111-й стрелковой Александрийской Краснознаменной орденов Суворова и Богдана Хмельницкого дивизии во Львовском ВО, затем ПрикВО.
С сентября 1946 года служил в Воздушно-десантных войсках начальником штаба 15-го гвардейского воздушно-десантного корпуса, с сентября 1948 года — начальником штаба 21-й гвардейской воздушно-десантной ордена Александра Невского дивизии, с ноября 1951 года — начальником штаба 106-й гвардейской воздушно-десантной дивизии. С декабря 1953 по декабрь 1955 года учился в Высшей военной академии им. К. Е. Ворошилова, затем был назначен 1-м заместителем начальника отдела боевой подготовки Таврического ВО. С мая 1956 года занимал должность начальника штаба 25-го стрелкового корпуса ОдВО. С ноября 1957 года в том же округе командовал 34-й гвардейской мотострелковой дивизией. С ноября 1959 года по октябрь 1961 года генерал-майор Кобылкин был представителем по Сухопутным войскам Главного командования ОВС в Албанской народной армии. С октября 1961 года исполнял должность заместителя начальника штаба, а с июля 1963 года — 1-го заместителя начальника штаба ОдВО. Указом ПВС СССР от 22 февраля 1968 года был награждён орденом Трудового Красного Знамени. 24 сентября 1970 года гвардии генерал-майор Кобылкин уволен в отставку по болезни.

## Награды
- два ордена Красного Знамени (02.07.1944[4], 30.12.1956[5])
- орден Кутузова II степени (29.06.1945)[6]
- три ордена Отечественной войны I степени (20.07.1943[7], 26.10.1943[8], 06.04.1985[9]
- орден Трудового Красного Знамени (24.09.1970)[3]
- орден Красной Звезды (17.05.1951)[5]
- медали в том числе:
  - «За боевые заслуги» (03.11.1944)[5]
  - «За оборону Москвы» (01.11.1944)[10]
  - «За Победу над Германией в Великой Отечественной войне 1941—1945 гг.» (22.09.1945)[11]
  - «За взятие Кёнигсберга» (1945)
  - «За освобождение Праги»
  - «Ветеран Вооружённых Сил СССР» (1976)